# Mutua Madrilena Masters Madrid 2006
Mutua Madrilena Masters Madrid 2006 — 17-й розыгрыш ежегодного профессионального теннисного турнира среди мужчин, проводящегося в испанском городе Мадрид и являющегося частью тура ATP в рамках серии Masters.
В 2006 году турнир прошёл с 16 по 23 октября. Соревнование продолжало осеннюю европейскую серию зальных турниров, расположенную в календаре между US Open и Итоговым турниром.
Прошлогодние победители:
- в одиночном разряде —  Рафаэль Надаль
- в парном разряде —  Даниэль Нестор /  Марк Ноулз

## Соревнования

### Одиночный турнир
Роджер Федерер обыграл  Фернандо Гонсалеса со счётом 7-5, 6-1, 6-0.
- Федерер выигрывает 10-й титул в сезоне и 43-й за карьеру в основном туре ассоциации.
- Гонсалес уступает 2-й финал в сезоне и 7-й за карьеру в основном туре ассоциации.

### Парный турнир
Боб Брайан /  Майк Брайан обыграли  Даниэля Нестора /  Марка Ноулза со счётом 7-5, 6-4.
- Боб выигрывает 7-й титул в сезоне и 33-й за карьеру в основном туре ассоциации.
- Майк выигрывает 7-й титул в сезоне и 35-й за карьеру в основном туре ассоциации.